# Albert Albesa i Gasulla
Albert Albesa i Gasulla (Gavà, 6 de març de 1965) és un exfutbolista català, que ocupava la posició de defensa.
Va destacar al club de la seua ciutat natal, el CF Gavà, fins que el FC Barcelona el va incorporar per als seus equips de base. Sense arribar a debutar amb el primer equip blaugrana, marxa el 1988 al Reial Valladolid, que suposa la seua aparició a la màxima categoria. Eixe any, Albesa va quallar una gran temporada, jugant 35 partits i marcant un gol.
L'estiu de 1989 fitxa pel RCD Espanyol. Els pericos estaven a Segona Divisió, i en eixa temporada va aconseguir l'ascens a la màxima categoria. Albesa va ser un dels protagonistes, al fer un dels gols decisius contra el Málaga CF. El de Gavà va romandre en total cinc anys a l'Espanyol, dos a Segona i tres a Primera, sent titular en totes elles, tret de la temporada 91/92, quan només juga 19 partits.
La temporada 94/95 retorna al Valladolid, i a la campanya següent milita al Deportivo Alavés, de Segona Divisió. El 1996 retorna al Gavà, on penjaria les botes el 1999.